# Marino Morosini

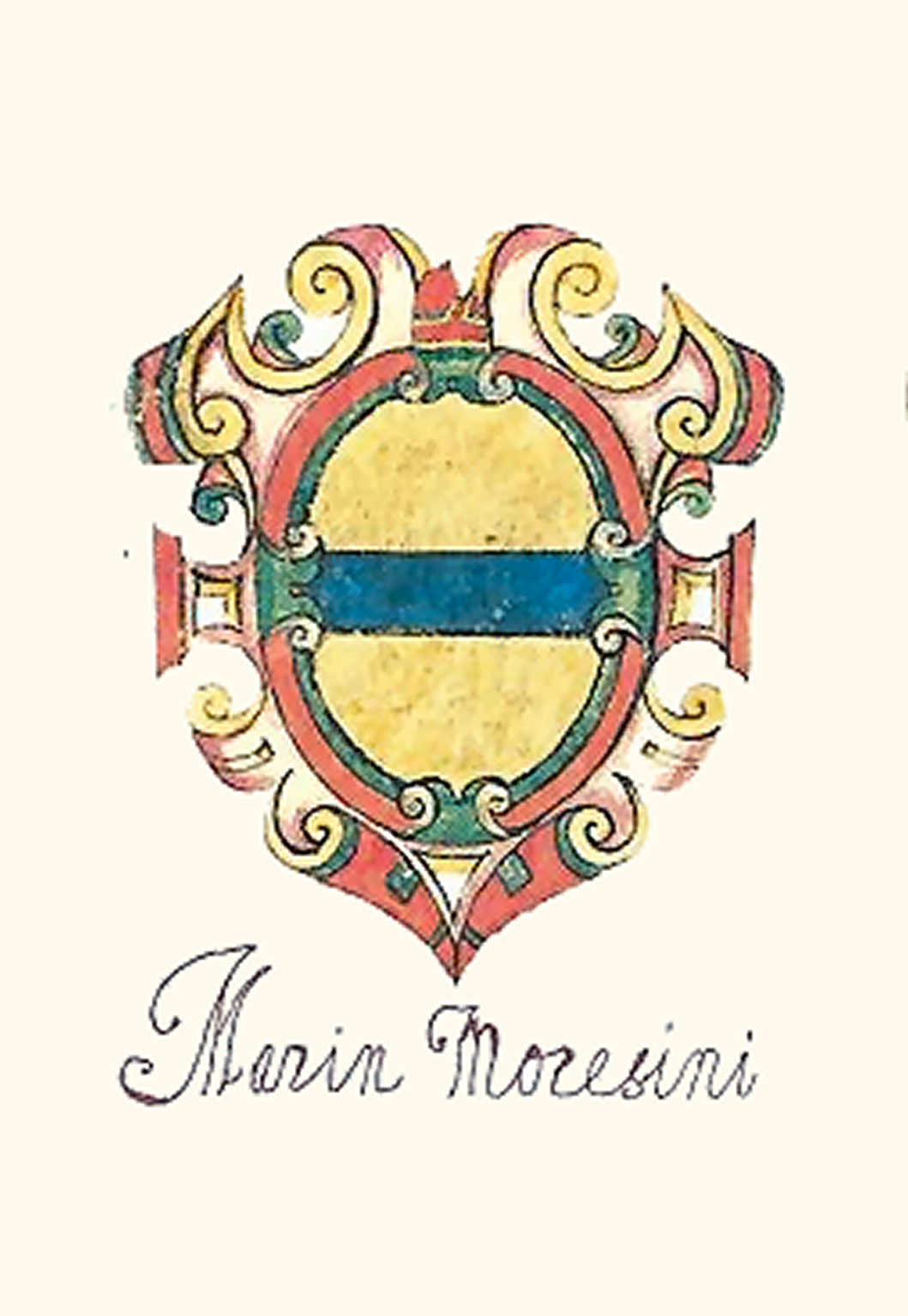
Wappen des „Marin Moresini“, frühes 17. Jahrhundert

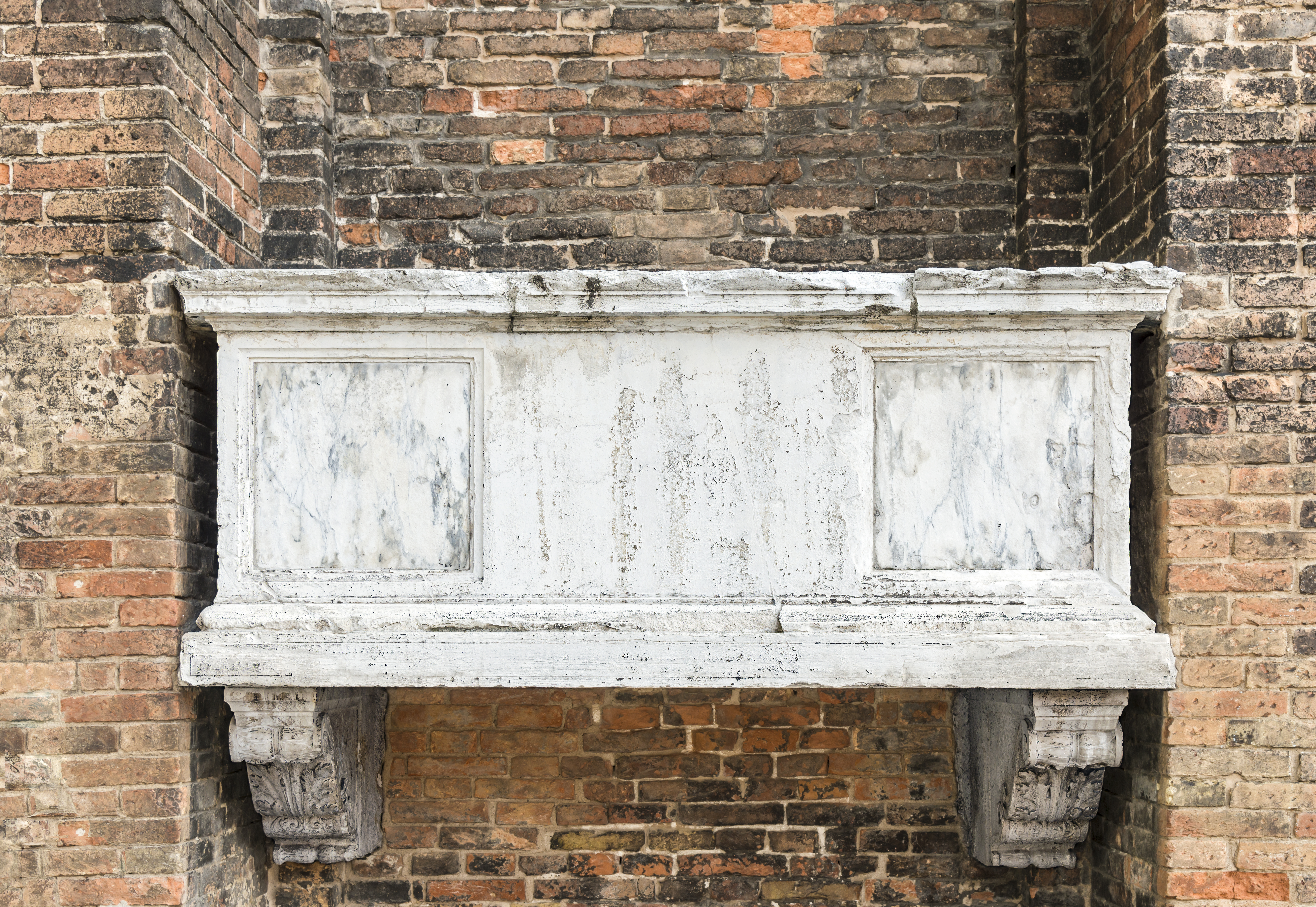
Grab Marino Morosinis in San Zanipolo

Marino Morosini, auch Maurinus Mauroceno (* 1181 in Venedig; † 1. Januar 1253), war der 44. Doge von Venedig. Er regierte von seiner Wahl am 13. Juni 1249 bis zu seinem Tod. Die dieser Zählweise der Dogen zugrundeliegende, häufig als Tradition bezeichnete Konvention der venezianischen Geschichtsschreibung, gilt, wie viele ihrer Behauptungen, als widerlegt.
Morosini wurde zum Statthalter Venedigs auf der Insel Kreta, war aber auch 1245 einer der Vertreter der Republik Venedig auf dem Konzil von Lyon, auf dem 1245 der Kaiser abgesetzt wurde.
Er war der erste Doge, der von 41 Elektoren gewählt wurde, eine Zahl, die bis zum Ende der Republik Bestand hatte. In seiner kurzen Amtszeit wurden regelmäßige nächtliche Patrouillen unter Leitung der domini de nocte eingerichtet, der ‚Herren der Nacht‘ – auch diese Einrichtung bestand noch über Jahrhunderte. Ein regional begrenzter Aufstand auf dem seit kurzem venezianischen Kreta wurde unterdrückt, Chania daraufhin stärker befestigt. Ein Mosaik in der venezianischen Kirche San Salvador geht auf seine Initiative zurück.

## Familie
Aus der Familie Morosini sind vier Dogen hervorgegangen, außer Marino die Dogen Domenico Morosini (1147–1156), Michele Morosini (1382) und Francesco Morosini (1688–1694). Vier Frauen aus der Familie waren mit Dogen verheiratet und trugen den Titel Dogaressa: Tommasina Morosini war die Frau von Pietro Gradenigo, Francesca Morosini war mit Andrea Dandolo verheiratet, Dea Morosini mit Niccolò Tron und Morosina Morosini mit Marino Grimani.
Marino Morosini war mit einer Romerica verheiratet, doch hatte das Paar keine Kinder. Die 1249 bis 1253 amtierende Dogaressa lebte 1260 noch, als Romerica Morosini ihr Testament aufsetzte, das allerdings kaum noch lesbar und überaus zerbrechlich ist. Darin befindet sich zudem ein Dokument vom 15. August 1233, das erweist, dass das Paar zu dieser Zeit bereits verheiratet war.

## Leben

### Aufstieg
Im Laufe seiner politischen Karriere stieg Morosini zum Duca di Candia, einer Art Statthalter auf Kreta auf, er wurde 1229 Podestà von Treviso, war Gesandter in Genua. Auf dem Konzil von Lyon, auf dem Friedrich II. 1245 abgesetzt wurde, vertrat er gemeinsam mit dem späteren Dogen Raniero Zeno und Giovanni da Canal die Republik Venedig. Schließlich wurde er Prokurator von San Marco, womit er einen der wenigen lebenslangen Posten erlangte, der zugleich der zweitangesehenste nach dem des Dogen war.

### Dogenherrschaft
Morosini wurde im Alter von 68 Jahren mit 21 zu 20 Stimmen von den zuvor auf 41 vermehrten Dogenwählern zum Dogen gewählt. Deren Zahl war nämlich um eine erhöht worden, um ein mehrfaches Patt zu vermeiden, wie es sein Vorgänger erlebt hatte. Diese am Ende durch Los entschiedene Wahl hatte nach 1229 zu Auseinandersetzungen zwischen den jeweiligen Anhängern der Tiepolo und der unterlegenen Dandolo geführt.

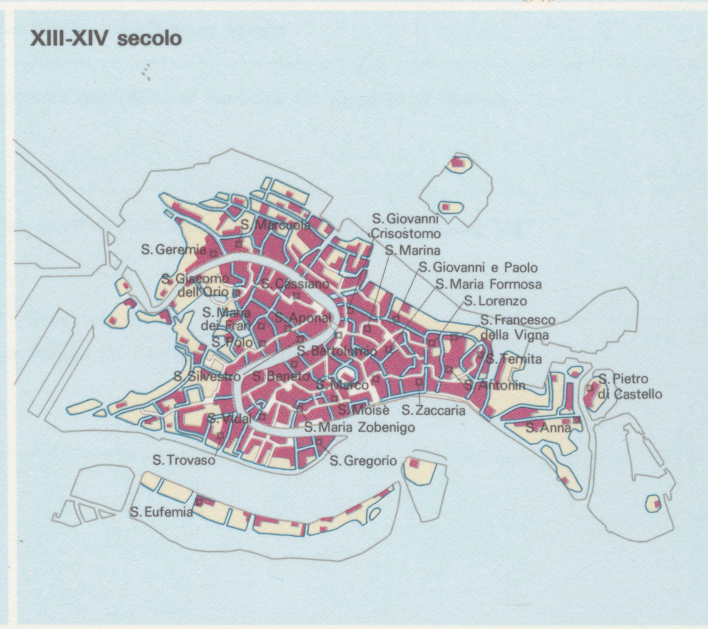
Karte der Inseln Venedigs im 13./14. Jahrhundert

Während seiner Amtszeit von nur dreieinhalb Jahren erfreute sich die Republik weitgehenden äußeren Friedens, wie Andrea Dandolo vermerkt, es sei ihm zudem bis zum Ende seiner Amtszeit gelungen, für eine reichhaltige Lebensmittelzufuhr zu sorgen („pacem et vicualium copiam suo tempore habere promeruit“). Allerdings erhielten die „Veneti, qui ad submitendum Grecos in Creta missi fuerant“ erhebliche militärische Unterstützung, so dass ein Gebiet namens „Punta Despa“ in Feudalgüter umgewandelt und aufgeteilt werden konnte. Auch wurde Chania stärker befestigt (Andrea Dandolo, ed. Pastorello, S. 304).
Zwar kam es zu einem Kreuzzug unter Führung Ludwigs IX., des Königs von Frankreich, der gegen Ägypten gerichtet war. Doch hielt sich Venedig wegen seiner Handelsverträge mit dem dortigen Sultan, die es nicht gefährden wollte, aus dem Konflikt heraus. 
In den Bemühungen um ein besseres Verhältnis zum Papst sah sich Venedig gezwungen, Konzessionen zu machen und die Einrichtung eines Inquisitionsgerichtes zu gestatten. Die Regierung behielt sich aber das Recht vor, die Richter zu ernennen. Trotzdem blieben die Spannungen zwischen Rom und Venedig bestehen.
In seinem zweiten Amtsjahr, so Andrea Dandolo, führte er das Amt der domini de nocte ein, eine Art bewaffneter Wächter, die nächtlich patrouillierten – daher ‚Herren der Nacht‘. Diese Aufgabe hatten bis dahin die domini contratarum innegehabt, die Vorsteher der sechs sestieri, in die die Stadt seit den frühen 1170er Jahren eingeteilt worden war.
Die Kirche des hl. Salvatore, seine Heimatgemeinde, ließ er mit Mosaiken ausschmücken.

### Tod und Grabstätte
Marino Morosini starb wohl am 1. Januar 1253 und wurde am 3. Januar („die tercio ianuarii“) im Narthex des Markusdoms begraben.

## Literatur

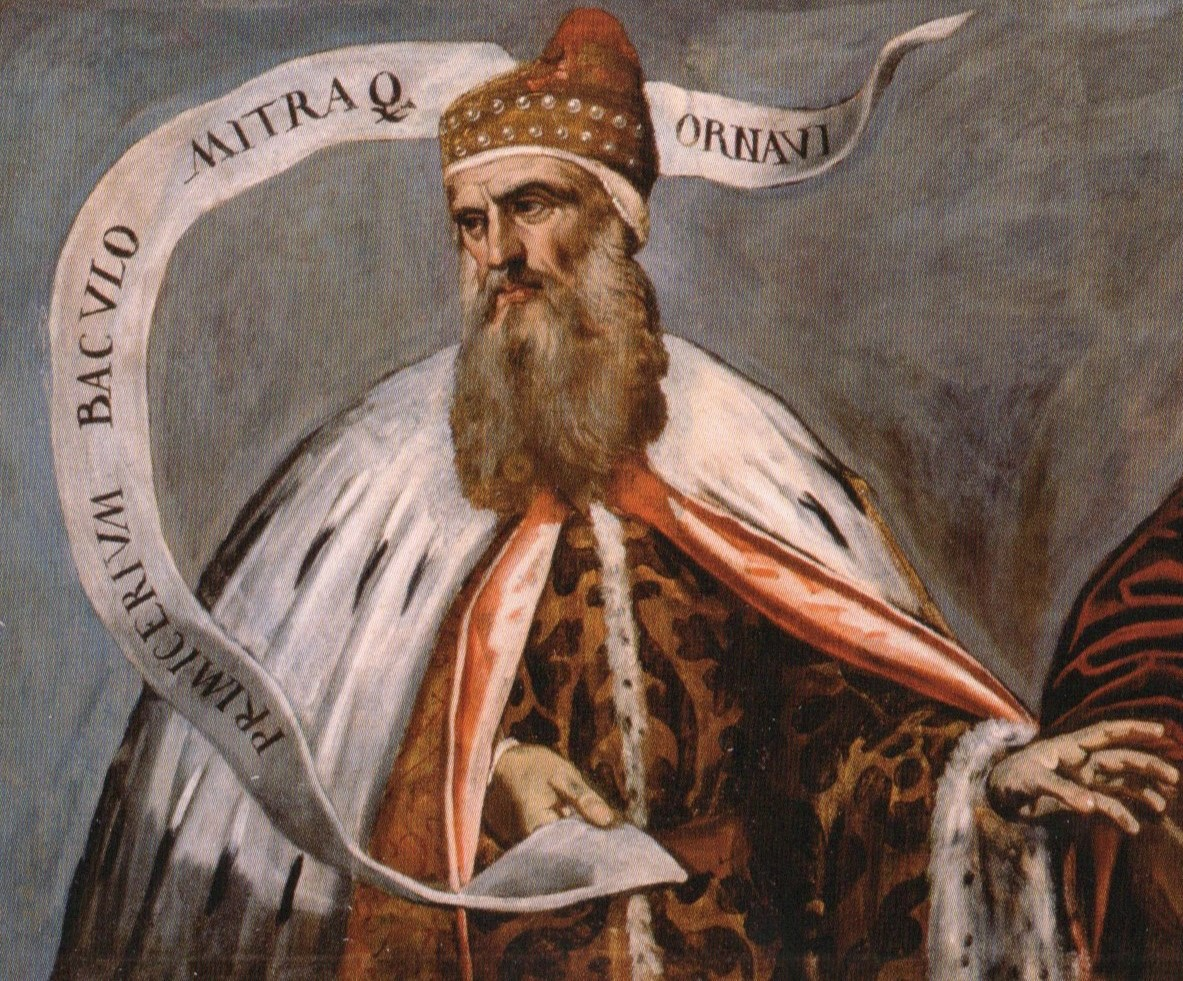
Domenico Tintoretto: Darstellung des Dogen im Dogenpalast, die in einem Spruchband seine Verdienste hervorhebt. Das Bildnis ist eines der 38 Doppel-Dogenporträts im Saal des Großen Rates.

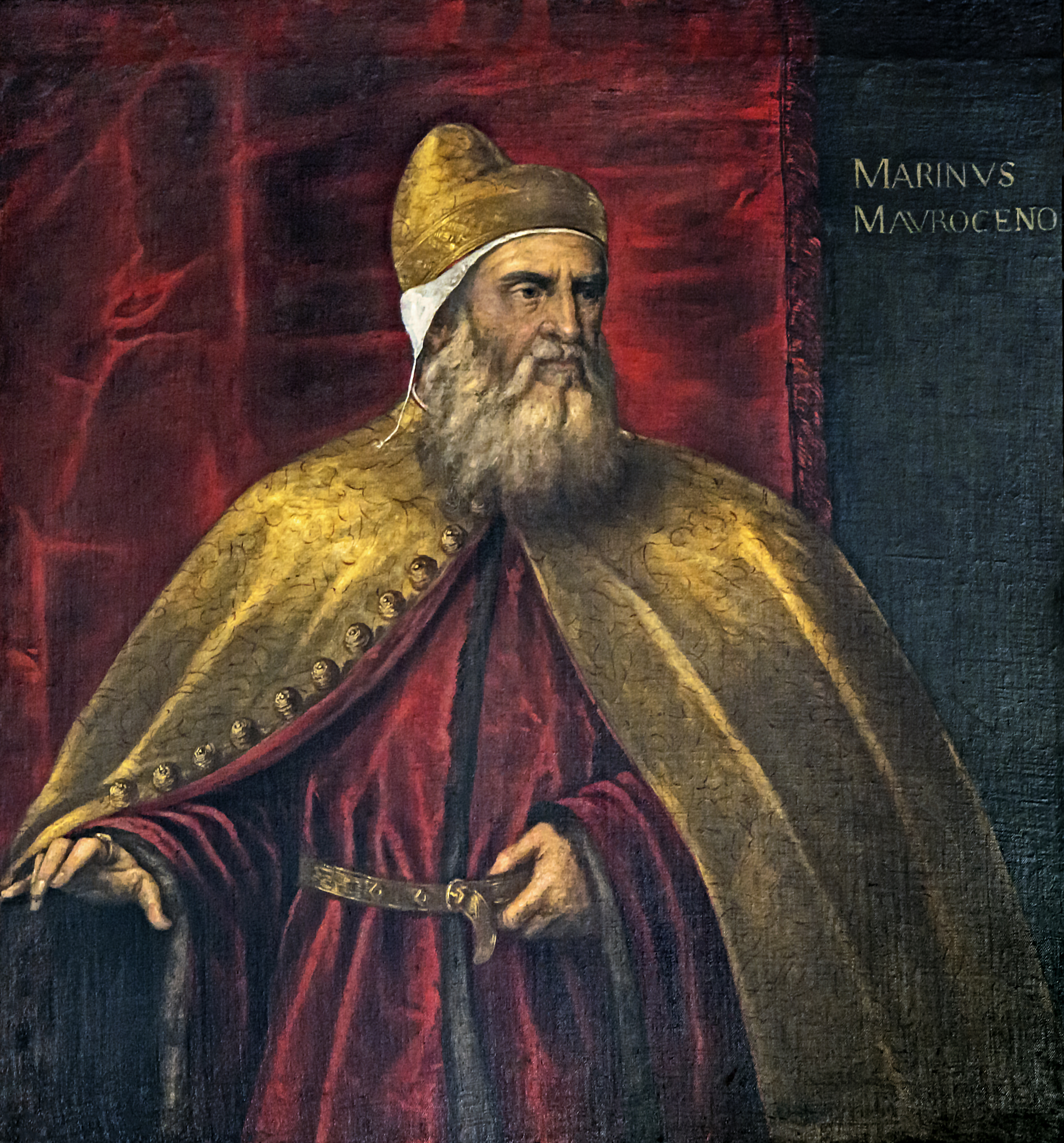
Idealisierendes Porträt des Dogen von Jacopo Palma d. J. (1550–1628), Frarikirche, Venedig

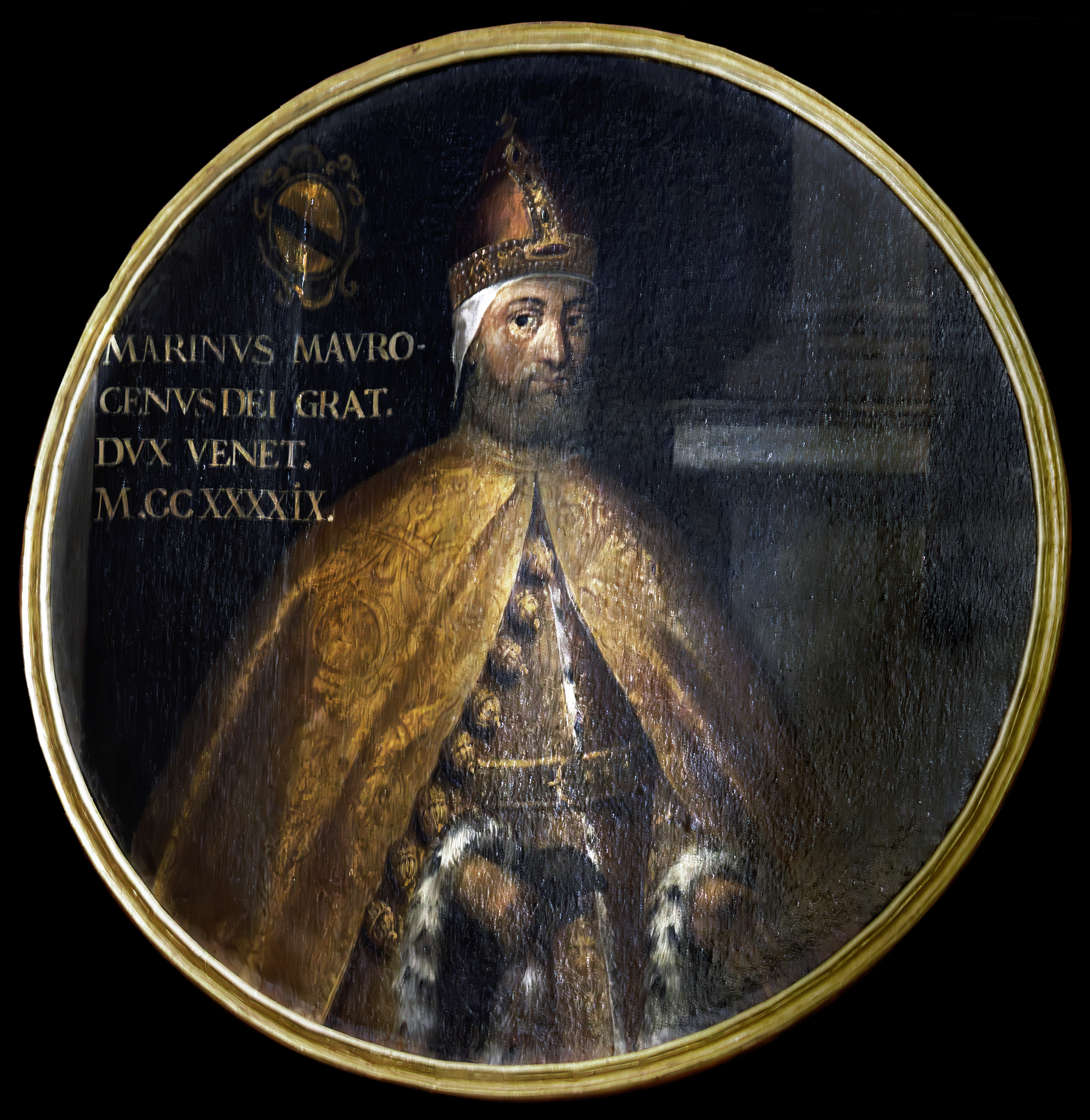
Idealporträt des Dogen „MARINVS MAVROCENUS“ von etwa 1640 bis 1700, Öl auf Leinwand, 131 mal 131 cm, Palazzo Mocenigo a San Stae